# Alexandra Holston
Alexandra Holston (Olney, 3 aprile 1995) è una pallavolista statunitense, opposto del Thīras.

## Carriera

### Club
La carriera di Alexandra Holston inizia nei tornei scolastici del Maryland, prima di giocare a livello universitario per la Florida in NCAA Division I dal 2013 al 2016, ricevendo diversi riconoscimenti individuali. 
Nella stagione 2017-18 firma il suo primo contratto professionistico nella Liga Siatkówki Kobiet polacca col Chemik Police, aggiudicandosi lo scudetto. Nella stagione seguente gioca nella Superliga bulgara col Marica, dove vince il campionato e la Coppa di Bulgaria 2018-19: viene confermata dal club di Plovdiv anche per il campionato 2019-20, ma nel dicembre 2019 annuncio il suo ritiro dalla pallavolo giocata per tornare dedicarsi agli studi.
Torna in campo nel 2021, partecipando alla prima edizione dell'Athletes Unlimited. Nella stagione 2021-22 approda nella Volley League greca, dove difende i colori del Thīras.

### Nazionale
Nel 2016 fa il suo esordio nella nazionale statunitense in occasione della Coppa panamericana, dove vince la medaglia di bronzo, seguita da un altro bronzo alla NORCECA Final Six 2021.

## Palmarès

### Club
- Campionato polacco: 1

2017-18
- Campionato bulgaro: 1

2018-19
- Coppa di Bulgaria: 1

2018-19

### Nazionale (competizioni minori)
- Coppa panamericana 2016
- NORCECA Final Six 2021

### Premi individuali
- 2014 - All-America First Team
- 2014 - NCAA Division I: Ames Regional All-Tournament Team
- 2015 - All-America Third Team
- 2015 - NCAA Division I: Austin Regional All-Tournament Team
- 2016 - All-America Second Team